# Изоцианат силила
Изоцианат силила — химическое соединение,
изоцианопроизводное моносилана
с формулой SiH3NCO,
бесцветный газ.

## Получение
- Пропускание паров иодсилана, разбавленных азотом, через цианат серебра:

{\displaystyle {\mathsf {SiH_{3}I+AgNCO\ {\xrightarrow {-46^{o}C}}\ SiH_{3}NCO+AgI}}}

## Физические свойства
Изоцианат силила образует бесцветный газ,
в чистом виде устойчивый при комнатной температуре.
В присутствии примесей быстро разлагается.

## Химические свойства
- В присутствии примесей быстро разлагается:

{\displaystyle {\mathsf {4SiH_{3}NCO\ {\xrightarrow {AgNCO}}\ 3SiH_{4}+Si(NCO)_{4}}}}